# Дюралайт

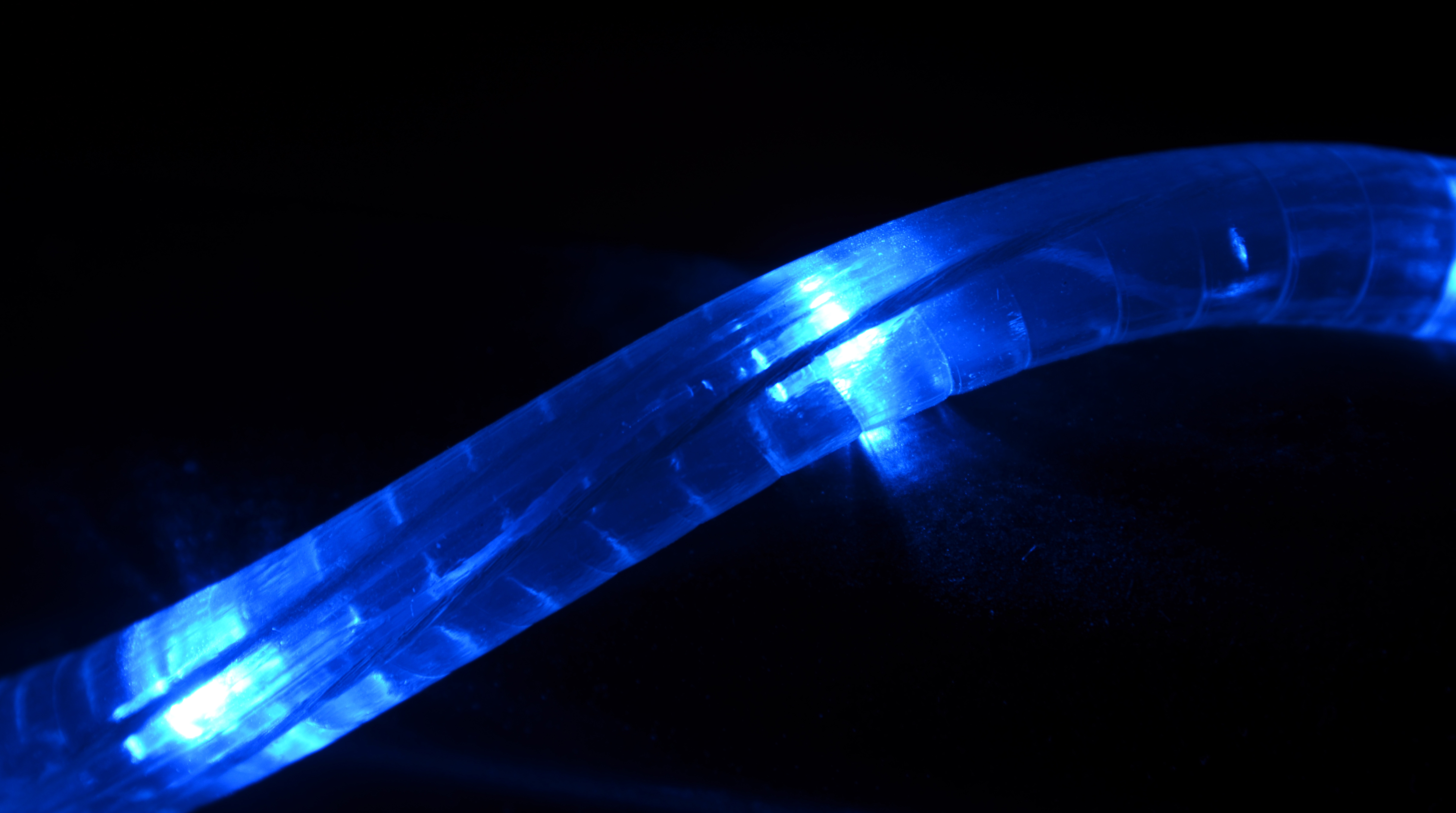
Отрезок светодиодного синего дюралайта

Дюралайт — прозрачный или цветной шнур с расположенными внутри лампами накаливания или светодиодами. Изготовлен из гибких полимеров, выполняет функции световой гирлянды. Инновационная разработка компании Neo-Neon Holdings Ltd

## Происхождение термина
Слово «дюралайт» (duralight) является производным от «durable» - прочный, надёжный, длительного пользования и «light» — свет.

## Физические свойства
Основным материалом, который используется для изготовления шнура, является ПВХ. Он обеспечивает главные свойства дюралайта:
- Водонепроницаемость
- Устойчивость к ударам и ультрафиолетовому излучению
- Гибкость
- Прочность (как и у ПВХ)

Энергопотребление дюралайта на 1 погонный метр составляет 16-26 Вт. Он способен работать при температурах от −20 °C до +60 °C. Лампочки, вставляемые в полимерный корпус, могут иметь мощность от 0,4 до 0,6 Вт, при этом каждая из них рассчитана на 25 тысяч часов непрерывного свечения.

## Особенности
Этот гибкий пластиковый световой шнур внутри не является полым. Промежутки между светодиодами или лампочками заполнены поливинилхлоридом. Это обеспечивает дополнительную прочность дюралайта.

## Применение
Дюралайт находит применение в рекламе, архитектурном освещении, без него не обходится и световой дизайн интерьеров,. Его используют как внутри помещений, так и для наружного оформления. Благодаря гибкости ПВХ дюралайт можно использовать для создания надписей, фигур, освещения фасадов помещений.

## Разновидности
В зависимости от формы дюралайт бывает:
- Круглый — Ø 10 и 13 мм, энергопотребление 18W/1 м
- Плоский — размеры 5x8 мм, 11х18 мм, 11х22 мм, 11х28 мм, используется от 2 до 4 лампочек

По типу свечения:
- Фиксинг — свечение постоянное.
- Чейзинг — имеет несколько режимов вспыхивания при подключении контроллера [2]